# Gokavaram
Gokavaram är en ort i Indien.   Den ligger i distriktet East Godāvari och delstaten Andhra Pradesh, i den sydöstra delen av landet, 1 400 km söder om huvudstaden New Delhi. Gokavaram ligger 59 meter över havet och antalet invånare är 11 000.
Terrängen runt Gokavaram är platt. Runt Gokavaram är det tätbefolkat, med 411 invånare per kvadratkilometer. Det finns inga andra samhällen i närheten. Omgivningarna runt Gokavaram är en mosaik av jordbruksmark och naturlig växtlighet.